# NGC 5744
NGC 5744 је спирална галаксија у сазвежђу Вага која се налази на NGC листи објеката дубоког неба.
Деклинација објекта је - 18° 30' 48" а ректасцензија 14h 46m 38,4s. Привидна величина (магнитуда) објекта NGC 5744 износи 13,4 а фотографска магнитуда 14,2. NGC 5744 је још познат и под ознакама ESO 580-23, MCG -3-38-7, IRAS 14438-1818, PGC 52761.